# بيل هاوكس
بيل هاوكس هو سياسي أمريكي، ولد في 22 نوفمبر 1944 في أكسفورد في الولايات المتحدة. نشط حزبياً في الحزب الجمهوري. وقد انتخب عضو مجلس ولاية مسيسيبي ‏ وانتخب مجلس شيوخ ولاية مسيسيبي.